# Marek Jungr
Marek Jungr (ur. 11 kwietnia 1987 w Strakonicach) – czeski piłkarz występujący na pozycji środkowego pomocnika w austriackim klubie ASV Schrems.